# Chiasmodon asper
Chiasmodon asper és una espècie de peix de la família dels quiasmodòntids i de l'ordre dels perciformes.

## Etimologia
Chiasmodon prové dels mots grecs chiasmos (disposat en diagonal) i odous (dent, dents), mentre que la paraula llatina asper (aspre) fa referència a la seua pell aspra a causa de la presència d'espines força petites tant en els exemplars adults com en els joves.

## Descripció
Fa 17,9 cm de llargària màxima.

## Hàbitat i distribució geogràfica
És un peix marí, pelàgic (els joves entre 180 i 450 m de fondària i els adults entre 5.154 i 5.691), oceànic i de clima tropical (19°N-31°S, 135°W-178°E), el qual viu a l'oceà Pacífic: el nord de les illes Hawaii.

## Observacions
És inofensiu per als humans i el seu índex de vulnerabilitat és baix (12 de 100).